# Paràbola del servent despietat
El servent despietat és una paràbola de l'Evangeli segons Mateu donada per Jesucrist. És el símbol del perdó volgut pel Crist, i que ha donat la seva vida per la salut dels humans.

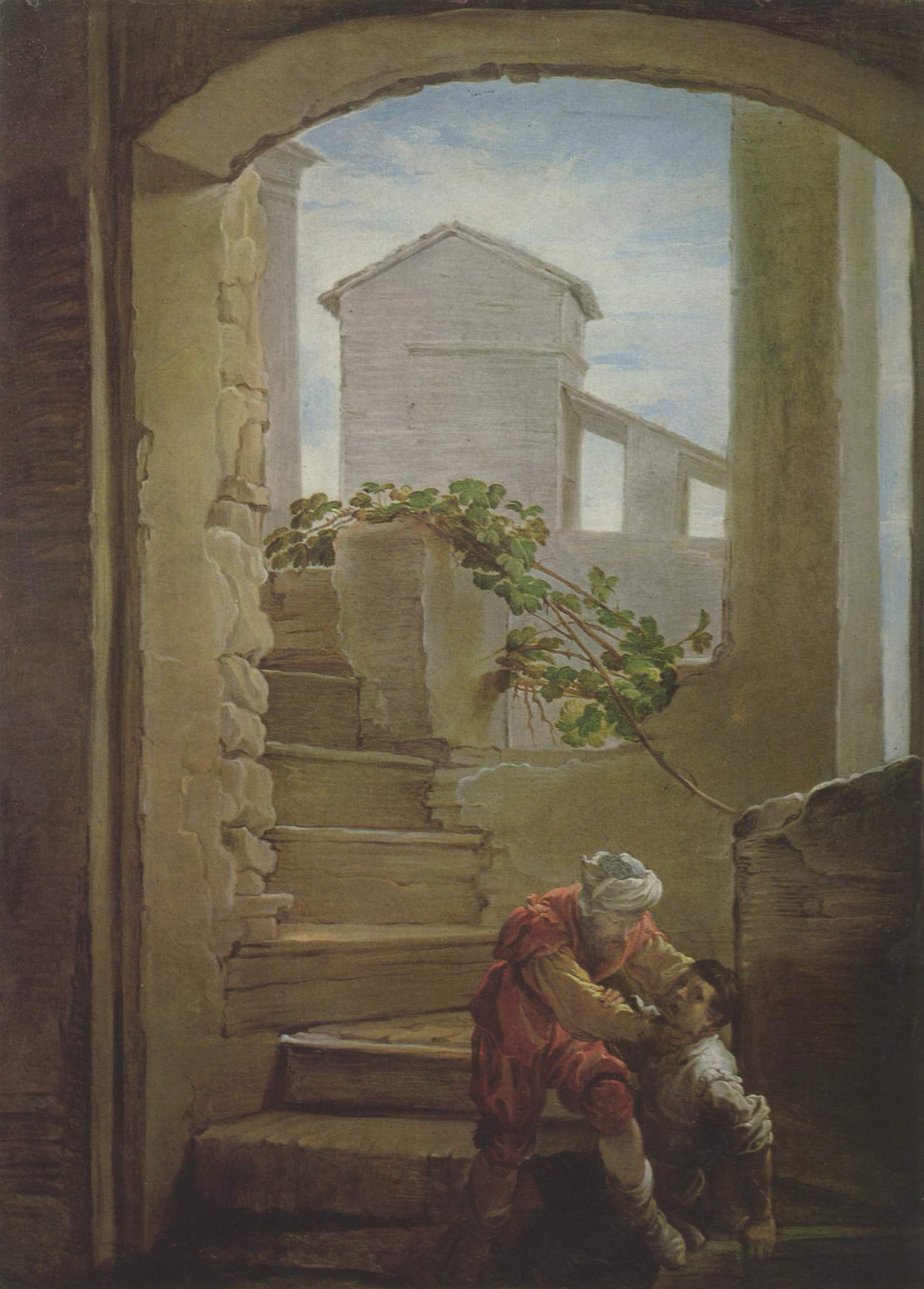
Aquesta pintura de Domenico Fetti (c. 1620) mostra el criat despietat agredint un dels seus companys que devia diners.

## Text
Evangeli segons Mateu, capítol 18, versicles 23 a 35:
23 »Per això passa amb el Regne del cel com amb un rei que volgué demanar comptes als seus subordinats. 24 Tot just havia començat, quan li'n van portar un que li devia deu mil talents. 25 Com que no tenia amb què pagar, aquell senyor va manar que, per a poder satisfer el deute, el venguessin com a esclau, amb la seva dona, els seus fills i tots els seus béns. 26 Ell se li va llançar als peus i, prosternat, li deia:
»--Tingues paciència amb mi i t'ho pagaré tot.
27 »Llavors, compadit d'ell, el senyor deixà lliure aquell subordinat i li va perdonar el deute.
28 »Quan aquell home sortia, va trobar un dels seus companys que tan sols li devia cent denaris. L'agafà i l'escanyava dient:
»--Paga'm el que em deus.
29 »El company se li va llançar als peus i li suplicava:
»--Tingues paciència amb mi i ja t'ho pagaré.
30 »Però ell s'hi va negar i el va fer tancar a la presó fins que pagués el deute.
31 »Quan els altres companys van veure el que havia passat, els va saber molt de greu, i anaren a explicar-ho al seu senyor. 32 Ell va fer cridar aquell home i li digué:
»--Servidor dolent, quan vas suplicar-me, et vaig perdonar tot aquell deute. 33 ¿No t'havies de compadir del teu company, com jo m'havia compadit de tu?
34 »I, indignat, el va posar en mans dels botxins perquè el torturessin fins que hagués pagat tot el deute.
35 »Igualment us tractarà el meu Pare celestial si cadascú no perdona de tot cor el seu germà.

## Interpretació

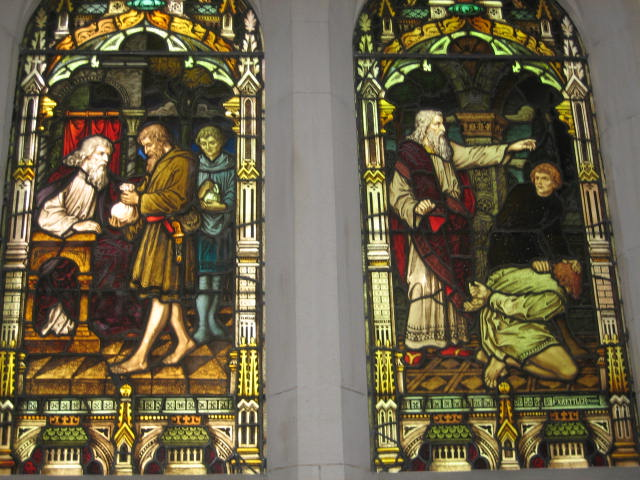
Vidriera de l'Església dels escocesos de Melbourne, que mostra la paràbola del deute amb al començament el perdó, a continuació el càstig

Aquesta paràbola vol posar en valor la importància del perdó, de la clemència. Sant Agustí, en el seu Sermó 83, estipula que cal obediència a Déu per demanar el seu perdó. Cita igualment el parenostre per tal de mostrar la importància de perdonar i de fer-se perdonar per Déu: « I perdoneu les nostres culpes, així com nosaltres perdonem els nostres deutors ».
Joan Crisòstom fa aquest comentari sobre l'últim versicle, l'última frase d'aquesta paràbola: « No diu: És així com us tractarà « el vostre » Pare, sinó « el meu » Pare, perquè les ànimes tan dures i tan poc caritatives són indignes de ser anomenades fills de Déu. Es veu per aquesta paràbola que Jesucrist ens encarrega dues coses: l'una, que ens acusem nosaltres mateixos dels nostres pecats, i l'altre, que perdonem sincerament els dels nostres germans. Què si som fidels al primer d'aquests manaments, ens ens absoldrem fàcilment del segon Perquè el que recorda a la seva memòria els desajusts de la seva vida, perdonarà fàcilment als seus germans, no només de boca, però « des del fons del cor»